# Faizulla Chodzjajev

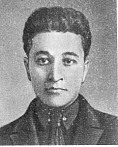
Fotoportret

Faizulla Ubaidoelajevitsj Chodzjajev  (Russisch: Файзулла Убайдуллаевич Ходжаев; Oezbeeks: Fayzulla Ubaydulloyevich Xo‘jayev) (Buchara, 1896 – Moskou, 13 of 15 maart 1938) was een Sovjet-Russisch (Oezbeeks) politicus en slachtoffer van Jozef Stalins Grote Zuivering.

## Leven
Chodzjajev werd geboren in een welvarende handelsfamilie, werd in 1907 door zijn vader naar Moskou gezonden en studeerde er rechten. In Moskou ervoer hij het enorme gat tussen de Europees georiënteerde stadssamenleving en de traditionele samenleving van zijn geboortestreek. Hij sloot zich in 1916 aan bij de hervormingsgerichte islamitische Jadid-beweging.
Na de Russische Revolutie (1917) leek de Jadid een kans te krijgen om werkelijke macht te verkrijgen en participeerden ze in diverse lokale regeringen. In de chaotische jaren van de Russische Burgeroorlog probeerden ze zo samen met de bolsjewieken een aantal radicale sociale en onderwijshervormingen door te voeren, onder andere in Tasjkent, waar Chodzjajev lid was van de plaatselijke sovjet. Chodzjajev haalde de Rode troepen van Tasjkent reeds eind 1917 over om te proberen het emiraat Buchara te veroveren (het huidige Oezbekistan), maar uiteindelijk lukte dat pas in 1920. Onder leiding van Chodzjajev beheersten de Jadiden vervolgens de nieuwe regering van de Volksrepubliek Buchara (1921-1924) en toen de nieuwe 'nationale' grenzen werden getekend (1924) werd Chodzjajev de eerste president van de Oezbeekse SSR. De gedane beloften om hervormingen door te voeren kon hij echter nooit inlossen.
Als leider in Buchara verzette Chodzjajev zich wel nadrukkelijk tegen de steeds strakker wordende controle van Stalin, in het bijzonder tegen de opgedrongen monocultuur in de katoenverbouw. Uiteindelijk kwam hem deze houding duur te staan: eind 1937 werd hij gearresteerd op beschuldiging van deelname aan een Trotskistische anti-Sovjet samenzwering. Tijdens het tweede Moskouse showproces in maart 1938 werd hij na een afgedwongen bekentenis ter dood veroordeeld en korte tijd later geëxecuteerd.
Chodzjajev werd in 1966 gerehabiliteerd. In Oezbekistan blijft hij een omstreden figuur: sommigen zien in hem een modernisator die werkte binnen de mogelijkheden die hij had, anderen beschouwen hem nog steeds als een verrader aan de Russen.